# Non possumus

Un cartello riportante la locuzione usato in Polonia

Non possumus è una locuzione latina che significa letteralmente "non possiamo".
La formula è derivata dalla tradizione paleocristiana: non possumus (non parlare di Gesù Cristo) è la frase che gli apostoli Pietro e Giovanni avrebbero opposto a chi chiedeva loro di non predicare il Vangelo subito dopo la morte di Cristo .
Nel 1809 il papa Pio VII aveva pronunciato questa formula per rispondere alla richiesta di Napoleone di cedere all'Impero francese i territori dello Stato Pontificio: "Non debemus, non possumus, non volumus" ("Non dobbiamo, non possiamo, non vogliamo."): l'episodio è anche rappresentato nei film In nome del Papa Re e Il marchese del Grillo. La frase fu poi rilanciata da papa Pio IX, che riprese questa formula per rispondere ai tentativi del Regno d'Italia di confrontarsi con il Vaticano per risolvere la questione romana. 
Gaspare del Bufalo, santo fondatore della congregazione dei Missionari del Preziosissimo Sangue, convocato in prefettura a Roma il 13 giugno 1810 durante l'occupazione della città da parte delle truppe napoleoniche, rispose ai funzionari francesi che gli chiedevano di firmare un giuramento di fedeltà: "Non debbo, non posso, non voglio".
La locuzione, già utilizzata negli ambienti pontifici come motivazione di rifiuti, fu utilizzata anche successivamente per lo più nell'ambito dei rapporti politico-diplomatici fra il Vaticano e l'Italia.
In particolare, il caso Edgardo Mortara, dove un bambino ebreo di 6 anni residente nello Stato Pontificio fu sottratto alla sua famiglia da parte delle autorità ecclesiastiche il 23 giugno 1858 a Bologna e mandato sotto la custodia di papa Pio IX, per esser allevato come cattolico. Nonostante le disperate e reiterate richieste dei genitori di riavere il bambino, il Papa rifiutò sempre di riconsegnarlo, adoperando appunto la locuzione "non possumus".